# Uwe Schwenker

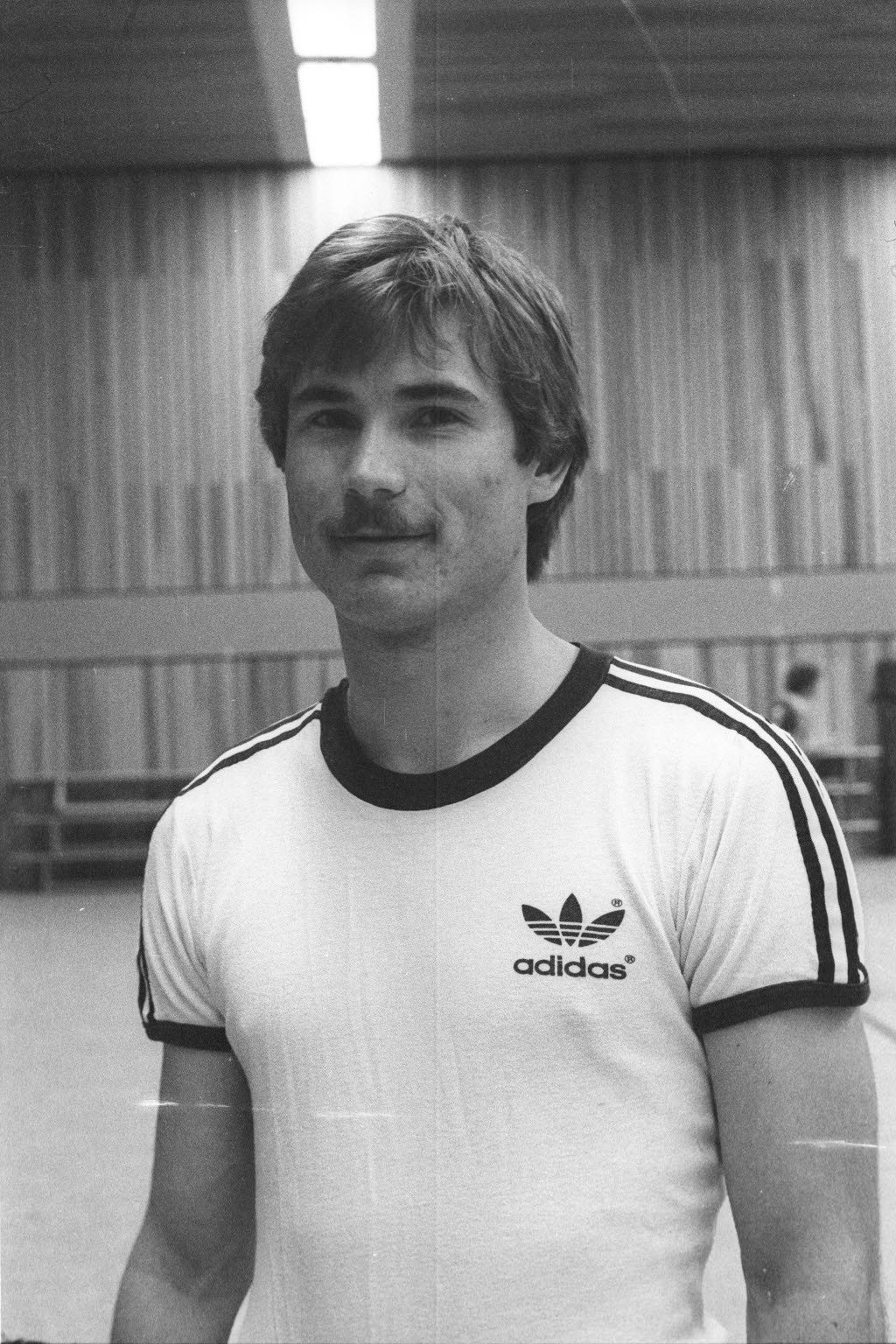
Uwe Schwenker (1980)

Uwe Schwenker (* 24. März 1959 in Bremen) ist ein ehemaliger deutscher Handballnationalspieler und seit Juli 2014 Präsident des Ligaverbandes der Handball-Bundesliga. Von 1992 bis 2009 war er Geschäftsführer der THW Kiel Handball-Bundesliga GmbH & Co. KG.

## Karriere

### Als Spieler
Uwe Schwenker spielte in seiner Jugend zunächst Fußball beim SV Werder Bremen. Seine Mutter Hannelore spielte Korbball. Zum Handball kam er durch seinen Vater Hinrich Schwenker, einer der erfolgreichsten deutschen Handballspieler der 1950er und 1960er Jahre, der als Landestrainer einen Linksaußen für ein Turnier brauchte. Als er aufgrund einer Fußverletzung das Fußballspielen aufgeben musste, konzentrierte Schwenker sich ganz auf den Handball. Ab 1978 spielte er mit dem TV Grambke-Bremen in der Handball-Bundesliga. 1980 wechselte er dann zum THW Kiel. Bis 1992 bestritt er für den THW 295 Bundesligaspiele, in denen er 1224 Tore erzielte, davon 358 Siebenmeter. Dazu kommen 44/9 Treffer in Play-off-Spielen. In der Saison 1993/94 gab er für zwei Spiele ein kurzes Comeback und wurde so nach vier Vizemeisterschaften doch noch Deutscher Handballmeister. In der ewigen Torschützenliste der Bundesliga lag er mit 1346/361 Toren zwischenzeitlich unter den Top 30. Von 1987 bis 1992 war er als Nachfolger von Dierk Berner Mannschaftskapitän des THW Kiel. In seiner aktiven Zeit trug er wegen seiner schnellen Tempogegenstöße den Spitznamen Mister Gegenstoß.
Für die deutsche Nationalmannschaft, mit der er bei den Olympischen Spielen 1984 die Silbermedaille gewann, bestritt Schwenker 72 A-Länderspiele, in denen er 164 Tore – davon 17 per Siebenmeter – erzielte.

### Als Manager
1992 wurde die Handball-Bundesligamannschaft des THW Kiel aus dem Gesamtverein ausgegliedert. Uwe Schwenker wurde Geschäftsführer der zu diesem Zweck gegründeten THW Kiel Handball-Bundesliga Verwaltungs GmbH. In der Saison 1992/93 übernahm er für elf Spiele das Traineramt, nachdem Holger Oertel nach der 15:21-Niederlage gegen den späteren Absteiger HC Empor Rostock zurückgetreten war.
Als neuen Trainer verpflichtete Schwenker zur Saison 1993/94 Zvonimir „Noka“ Serdarušić, mit dem er 1980/81 gemeinsam für den THW gespielt hatte – gegen den Widerstand des langjährigen Ligaobmanns Heinz Jacobsen. Damit begann der Aufstieg des THW Kiel zu einem europäischen Spitzenclub. In den nächsten 15 Jahren gewann die Mannschaft 25 nationale und internationale Titel, darunter 2007 das Triple mit dem Gewinn von Meisterschaft, DHB-Pokal und Champions League. Im Sommer 2008 wurde der Vertrag von Serdarušić aufgelöst, nachdem er und Schwenker sich wegen ihrer Frauen zerstritten hatten. Als Nachfolger wurde Alfreð Gíslason verpflichtet.
Im März 2009 wurden Vorwürfe laut, dass Schwenker und Serdarušić im Champions-League-Finale 2007 gegen die SG Flensburg-Handewitt die Schiedsrichter bestochen hätten. In der Folge legte Schwenker am 7. April 2009 das Amt des THW-Geschäftsführers nieder. Sein unbefristeter Vertrag wurde im gegenseitigen Einvernehmen zum 30. Juni 2009 ohne Zahlung einer Abfindung aufgehoben.
Die Staatsanwaltschaft Kiel warf ihm vor, das Champions-League-Finale 2007 durch Schiedsrichterbestechung manipuliert zu haben und klagte ihn und Ex-Trainer Serdarušić 2010 wegen Betrugs und Untreue an. Das Landgericht Kiel eröffnete im Januar 2011 das Hauptverfahren und ließ die Anklage mit der Abweichung zu, es bestehe lediglich der Verdacht gemeinschaftlich begangener Bestechung im geschäftlichen Verkehr (§ 299 StGB). Am 26. Januar 2012 wurde Schwenker vom Landgericht Kiel in allen Anklagepunkten freigesprochen. Auf die Revision der Staatsanwaltschaft hob der Bundesgerichtshof das Urteil am 28. November 2012 teilweise auf und verwies die Sache zurück an das Ausgangsgericht. Durch Urteil des Landgerichts Kiel vom 10. April 2013 wurde er auch vom verbliebenen Tatvorwurf der Untreue rechtskräftig freigesprochen.
In der Saison 2013/14 war Schwenker als Berater beim Zweitligisten HC Empor Rostock tätig. Am 3. Juli 2014 wurde er als Nachfolger von Reiner Witte zum Präsidenten des Ligaverbandes der Handball-Bundesliga gewählt.

## Sonstiges
Schwenker ist seit dem 7. September 2012 in zweiter Ehe verheiratet. Er hat eine Tochter aus erster Ehe. Neben seiner handballerischen Tätigkeit betreibt er eine Versicherungsagentur und eine Firma für Sportmarketing.
Im Französischen wird der „Dreher“, ein Drehwurf um den Torhüter herum, der vor allem von Außenspielern genutzt wird, als „Schwenker“ bezeichnet.

## Erfolge

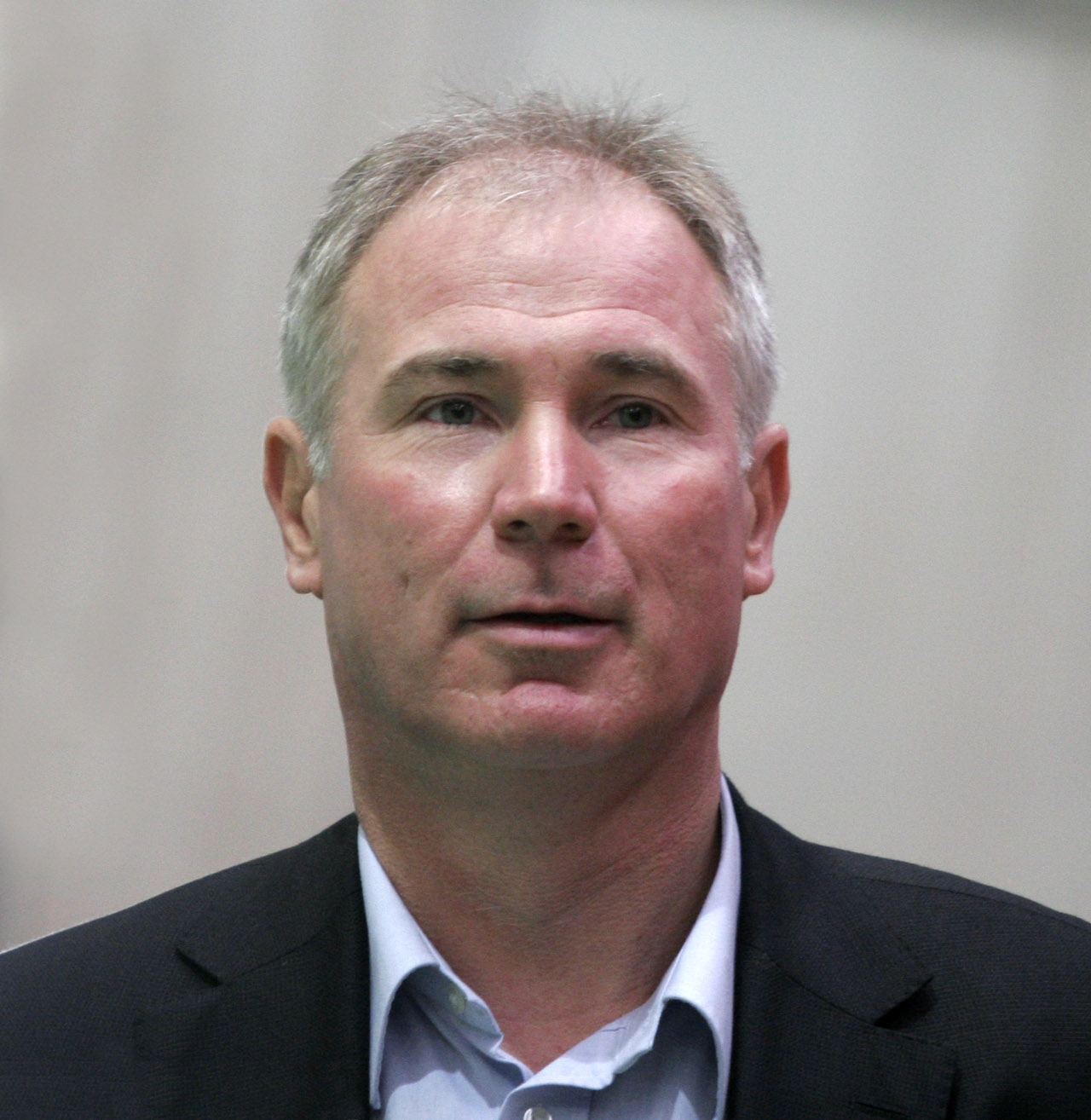
Uwe Schwenker am 1. September 2007 in Aschaffenburg

### Als Spieler
- Silbermedaille bei den Olympischen Spielen 1984 in Los Angeles
- Deutscher Meister 1994
- viermal deutscher Vizemeister

### Als Manager
- Champions-League-Sieger 2007
- Deutscher Meister 1994, 1995, 1996, 1998, 1999, 2000, 2002, 2005, 2006, 2007, 2008 und 2009
- DHB-Pokalsieger 1998, 1999, 2000, 2007, 2008 und 2009
- EHF-Pokalsieger 1998, 2002 und 2004
- Supercup-Sieger 1996, 1998, 2005, 2007 und 2008
- Champions-Trophy-Sieger 2007